# 弗沃茨瓦韋克省
弗沃茨瓦韋克省（Województwo włocławskie）是波蘭歷史上的一個省，始於1975年。1999年1月1日被併入庫亞維-濱海省。
1998年面積4,402平方公里。人口424,700人。首府弗沃茨瓦韋克。